# Restavracija ob koncu Vesolja
Restavracija ob koncu Vesolja je knjiga pisatelja Douglasa Adamsa in je nadaljevanje knjige Štoparski vodnik po galaksiji.

## Kratek povzetek vsebine
"Na začetku je bilo ustvarjeno vesolje. To je povzročilo mnogo hude krvi in na splošno velja za zelo slabo potezo."
Ko zapustijo Magratejo, si Arthur Dent zaželi čaj, vendar mu ga od avtomata za pijačo ne uspe dobiti. V tem jih napade vogonska ladja, ker pa so procesorji ladijskega računalnika zasedeni z izdelavo čaja, se ne morejo ne braniti ne umakniti. Tako Zaphod Beeblebrox na pomoč pokliče svojega pokojnega pradeda Zaphoda četrtega, ki ga opomni, da je predsednik galaksije postal zato, da bi ugotovil, kdo ji pravzaprav vlada. Reši jih, vendar hkrati Zaphoda pošlje v založništvo Štoparskega vodnika po galaksiji, kjer naj bi poiskal Zarniwoopa.
Medtem ko je Zaphod na poti v Zarniwoopovo pisarno, zgradbo vladni lovci odpeljejo na Žabsvet B. Čuvar ga pospremi do Vrtinca totalne perspektive, naprave, ki uniči človeka s tem, da mu pokaže kako majhen je v primerjavi z vesoljem. Zaphod to preživi, saj se je v trenutku vklopa Vrtinca nahajal v Zarniwoopovem sintetičnem vesolju, ustvarjenem posebej zanj. V zapuščeni vesoljski ladji najde Zarniwoopa, ki hoče odkriti, kdo vlada vesolju. Zaphodu se zamisel ne zdi preveč dobra, zato zapusti Zarniwoopa in naroči ladijskemu računalniku, naj jih spravi v najbližjo restavracijo. Odpelje jih v Restavracijo ob koncu vesolja, kjer lahko gostje ob hrani opazujejo, kako se končuje vesolje.
Po večerji ukradejo črno vesoljsko ladjo, ki pa je namenjena za posebne učinke na koncertu Totalnega razdejanja in naj bi priletela v sonce. Zadnji trenutek se jim z ladje, ki jih je medtem ponesla dva milijona let pred njihov čas, uspe rešiti preko nedokončanega teleporta, ki nima krmilnega sistema, zato jih teleportira na naključna mesta. Arthurja in Forda teleportira na golgafrinčansko vesoljsko ladjo, ki prevaža ljudi, ki naj bi naselili prazgodovinsko Zemljo. Na Zemlji Arthur in Ford ugotovita, da se Zemljani niso razvili iz opic, temveč iz tajnic, frizerjev, posrednikov in ostalih predstavnikov nekoristnih kadrov, ki so se jih s prevaro znebili na nekem drugem planetu. Za nekaj časa se ločita.
Medtem Trillian in Zaphod z Zarniwoopom obiščeta človeka, ki vlada vesolju. Na njihovo presenečenje je to le preprost mož, ki s svojim mačkom živi na nekem zakotnem planetu in ne verjame v nič. Zaphod in Trilian se tako odpravita drugam, Zarniwoopa pa pustita tam.